# Walter William Spencer Cook
Walter William Spencer Cook (Orange, Massachussetts, 7 de abril de 1888 — Océano Atlántico, 20 de septiembre de 1962) fue un hispanista, medievalista e historiador del arte estadounidense. Fue profesor emérito de la Universidad de Nueva York (1926-1956) y ayudó a fundar el Instituto de Bellas Artes en dicha universidad. Tuvo un papel relevante en la introducción de eminentes historiadores del arte alemanes en los Estados Unidos. Se le suele citar como Walter W. S. Cook o simplemente como Walter Cook.

## Biografía
Walter William Spencer Cook nació el 7 de abril de 1888 en Orange, Massachusetts, de padres Jan Macreal y William Jeremiah Cook. Asistió a la Phillips Exeter Academy donde realizó su educación secundaria, seguida de estudios en la Universidad de Harvard.  Recibió su licenciatura en 1913 y su maestría en 1915 en Harvard y luego fue profesor asistente en el Departamento de Bellas Artes. De 1917 a 1919, asistió a la Fuerza Expedicionaria Estadounidense , durante la Primera Guerra Mundial.
Desde 1920 hasta 1921, Cook fue becario de Estudios Medievales y Renacentistas. Con el Archaeological Institute of America investigó en Francia y España. Se doctoró con un estudio de la pintura románica catalana, dirigido por Chandler R. Post (Romanesque Panel Painting in Catalonia, −en español, Pintura sobre tabla románica en Cataluña− Universidad de Harvard, 1924). Su tutor doctoral fue Chandler Rathfon Post. Del mismo año es su monografía The Stucco Altar-frontals of Catalonia (Princeton University Press).
Desde 1926 fue profesor de la New York University, donde fundó el Instituto de Bellas Artes (1932) y fue chairman del departamento de Bellas Artes (1929). Tuvo un papel destacado en la introducción de la "escuela germánica" de la historiografía del arte en Estados Unidos. En España, fue miembro del Instituto Amatller de Arte Hispánico (Barcelona), miembro correspondiente del Instituto de Estudios Catalanes (1946), de las academias de Buenas Letras y Bellas Artes de Barcelona, de la Sociedad Arqueológica Luliana (Mallorca) y director correspondiente del Centro de Cultura Valenciana. Se le confió, junto a José Gudiol, un tomo de Ars Hispaniae, Pintura e Imaginería Románicas, siendo de los pocos autores extranjeros en esa prestigiosa publicación.
Falleció en alta mar, a bordo del buque Leonardo da Vinci que, desde Génova, cruzaba el Océano Atlántico hasta Nueva York.

## Obras
Ésta es una lista selecta de algunas de sus obras:
- McComb, Arthur; Marquand, Allan; Cook, Walter W. S.; Smith, E. Baldwin; Clapp, Frederick Mortimer; Mather, Frank Jewett (1924). Art Studies: Medieval, Renaissance and Modern. Department of Fine Arts, Harvard University; Department of Fine Arts, Princeton University. Princeton University Press.
- Cook, Walter W. S. (1924). The Stucco Altar-Frontals of Catalonia. Department of Fine Arts, Harvard University; Department of Fine Arts, Princeton University. Princeton University Press.
- Cook, Walter W. S.; Gudiol Ricart, José (1950). Ars Hispaniae: Historia Universal del Arte Hispanico; Pintura e Imagineria Romanicas [Ars Hispaniae: Universal History of Hispanic Art, 6th Volume, Roman Painting and Imagery]. Sexto. Madrid, Spain: Editorial Plus Ultra.